# David Grylls
David Mills "Dave" Grylls (nascido em 29 de setembro de 1957) é um ex-ciclista estadunidense olímpico. Representou sua nação em dois eventos nos Jogos Olímpicos de Verão de 1984.